# Mycetophila golbachi
Mycetophila golbachi är en tvåvingeart som beskrevs av Lane 1958. Mycetophila golbachi ingår i släktet Mycetophila och familjen svampmyggor. Inga underarter finns listade i Catalogue of Life.